# Український гуманітарний огляд
«Український гуманітарний огляд» - український піврічний журнал-альманах присвячений професійним реценціям та обговоренню гуманітарних наукових публікацій дотичних до України. Виходить з 1999 року у видавництві Критика. Головним редактором є Наталя Яковенко.

## Редакційна колегія
- Наталя Яковенко (головний редактор)
- Владислав Верстюк
- Оля Гнатюк
- Леся Довга (відповідальний секретар)
- Михайло Мінаков
- Олексій Толочко

## Редакційна рада
- Юрій Волошин (Полтавський державний педагогічний університет)
- Ярослав Грицак (Львівський національний університет)
- о. Борис Ґудзяк (Український Католицький університет, Львів)
- Леонід Зашкільняк (Львівський національний університет)
- Оксана Карліна (Волинський національний університет)
- Георгій Касьянов (Інститут історії України НАН України)
- Володимир Кравченко (Харківський національний університет)
- Сергій Плохій (Harvard University, США)
- Марина Ткачук (Університет «Києво-Могилянська академія»)